# Drvenik Veli
Drvenik Veli (Groß-Drvenik – auch: Drvenik Veliki, ital. Zirona Grande) ist eine Insel in dem kroatischen Teil der Adria.
Drvenik Veli ist 1,8 km vom Festland entfernt und liegt im dalmatischen Archipel nordwestlich der Insel Šolta. Die Insel war erstmals im 15. Jahrhundert bewohnt. Die Küste ist vorwiegend felsig, unterbrochen von wenigen Kiesel- und Sandstränden. Die Insel wird mehrmals täglich von einer Fähre der kroatischen Linie Jadrolinija von Split über Trogir angefahren. Diese Fährlinie verbindet die Insel auch mit der Nachbarinsel Drvenik Mali.